# Петровка (Хмельницкая область)
Петровка (укр. Петрівка) — село в Волочисском районе Хмельницкой области Украины.
Население по переписи 2001 года составляло 106 человек. Почтовый индекс — 31245. Телефонный код — 3845. Занимает площадь 0,67 км². Код КОАТУУ — 6820985904.

## Местный совет
31244, Хмельницкая обл., Волочисский р-н, с. Поляны

## Название
Всего на территории Украины 74 населённых пункта с названием Петровка.